# Agapanthia obydovi
Agapanthia obydovi (лат.) — вид жесткокрылых (жуков) из семейства Cerambycidae. Описан Михаилом Леонтьевичем Данилевским. Вид очень близок к Agapanthia detrita. Назван в честь специалиста по жужелицам Дмитрия Владимировича Обыдова (1957—2010), энтомолога из Москвы.

## Распространение
Обитают в Казахстане. Жуков находили на растениях из рода Eremurus среди песчаных дюн пустыни Таукум, неподалеку от деревни Колшенгел.

## Описание
Длина тела 10.7-14.5 мм (самцы) или 12.1-15 мм (самки). Ширина тела у самцов 2.9-4.0 мм, у самок — 3.2-4.4 мм. Тело кроме антенн чёрное.